# Wanderers Stadium
Il Wanderers Stadium è uno stadio di cricket situato nel sobborgo Sandton di Johannesburg, in Sudafrica. È uno degli stadi più prestigiosi del mondo di questa disciplina godendo dello status di Test cricket ground e avendo ospitato partite di diverse edizioni Coppa del Mondo di cricket, tra cui la finale dell'edizione 2003.